# Skivika
Skivika is een plaats in de Noorse gemeente Fredrikstad, fylke Østfold. Skivika telt 1085 inwoners (2007) en heeft een oppervlakte van 0,66 km².